# Château de Placard
 (mars 2024).
Si vous disposez d'ouvrages ou d'articles de référence ou si vous connaissez des sites web de qualité traitant du thème abordé ici, merci de compléter l'article en donnant les références utiles à sa vérifiabilité et en les liant à la section « Notes et références ».
Le château de Placard, situé dans la commune de Mœurs-Verdey dans la Marne (51), aux confins de la Brie et de la Champagne est la demeure de la famille Des Portes depuis le XIXe siècle.

## Histoire
Château roman du XIe siècle, qui aurait été pillé à deux reprises par les ligueurs lors des guerres de religion au XVIe siècle, il a appartenu au XVe siècle à Pierre Jacques, seigneur des Bordes, dont la famille fut bienfaitrice de l’église Saint Martin de Mœurs, au début du XVIe siècle à ses beau-fils Hugues Fauquier et Georges de Condé dont la famille des Portes compte parmi les descendants directs par les femmes à la seizième génération (rameau de Baroncelli-Javon) ainsi que l’octroie la coutûme de Champagne et de Brie de la noblesse utérine inscrite dans les lois fondamentales du royaume ; aux seigneurs de La Noue et à la famille de l’écrivain Charles Sorel dont l’un des membres, Nicolas, était prévôt de Sézanne, puis à différents propriétaires comme Louis Emmanuel de Valois, comte d’Alais, petit-fils de Charles IX et de Marie Touchet, François de Coeurlys apothicaire du comte de Sézanne chargé de la maîtrise des Eaux et Forêts de Sézanne lors du grand incendie de 1632 qui acheta le château au fils du duc d’Angoulême, ou encore Jean Guillegan de Beaulieu, professeur de géométrie à la pépinière royale du Roule et mathématicien auteur d’éphémérides des mouvements célestes. Celui—ci eut à défendre son titre de propriété légué par François de Coeurlys dans un procès-fleuve qui dura près de 70 ans contre les héritiers de Simon Petit, notaire parisien qui avait profité des dettes de la veuve de Coeurlys pour acquérir le château, et marier sa fille avec le domaine de Placard en dot. Au cours de ce procès, il fut établi que la seigneurie dépendait directement du roi, à cause de son château de Sézanne incorporé au domaine royal depuis le règne de Philippe IV le Bel, et non pas du seigneur d’Etoges qui en réclamait la suzeraineté à cause de sa baronnie d’Anglure, pour une raison qui reste à élucider.
Son remaniement remonte au XVIIIe siècle par l’architecte Charles François Roland le Virloys, architecte du roi de Prusse et de l’impératrice, qui est notamment connu pour avoir réalisé à Metz l’Opéra-Théâtre, mais aussi pour sa traduction des ouvrages de Gravesande portant sur les théories d’Isaac Newton et son Dictionnaire d’Architecture en trois tomes datant de 1770. Roland le Virloys, à l’origine de la diffusion des comptes-rendus d’expéditions boréales et équatoriales françaises pour le calcul de la circonférence de la Terre auprès de savants réputés à travers l’Europe des Lumières, fut également professeur de mathématiques et de physique au collège d’Amiens après le départ des Jésuites en 1763, où il eut comme élève le célèbre astronome Jean-Baptiste Delambre, à l’origine du système métrique dont on peut avoir l’historique au musée des poids et mesures de Mécringes.
Les travaux furent réalisés pour Jacques Pantaléon Le Cordelier, seigneur de Placard, veuf de Marie Jeanne de Parnajon, fille de Anne Tallot et de Jean Parnajon. La famille Le Cordelier, nombreuse dans les environs de Sézanne, a fait appel pour les plantations du domaine de Placard à la pépinière royale de Rieux gérée par Jean-Louis des Roys, avec qui la famille des Portes a des liens de parenté.
Une date, gravée sur le corps de ferme et sur une taque de cheminée du château accompagnée des armes de France, illustre la soumission stricte de la seigneurie au régime monarchique et à ses institutions : 1723 étant l’année de la majorité du roi Louis XV validée par un lit de justice tenu au parlement de Paris qui était donc la date de la première année de son règne selon les lois fondamentales du royaume et l’édit de Vincennes de 1374 prévoyant la majorité du roi à treize ans et un jour; édit qu’un ancêtre éminent de la famille Le Cordelier, à savoir Robert II le Cordelier, maître des Requêtes sous Charles VI, a pu superviser et faire appliquer dès le début en tant que marmouset.
A la Révolution, le château, remanié selon les dernières techniques architecturales et dans l’esprit des lumières, de la physiocratie, et sans doute aussi du jansénisme dont la famille de Caylus, présente dans les environs du château au XVIIIème siècle, avait des membres représentant cette tendance, n’est pas confisqué à la famille Le Cordelier alliée à la famille Oudet dont l’un des membres était agent national du district de Sézanne. Il est transmis en viager avec tous ses meubles à la famille Chassériau sous le premier Empire, puis  vendu après la Révolution de 1848 à la bougie et acquis par le général Frédéric Bonamy de Villemereuil qui mariera l’une de ses filles à un jeune, brillant et prometteur officier de marine, Albert des Portes.
Son nom est tiré d'une famille de chevaliers médiévaux vassaux des comtes de Blois-Champagne et de Brie, les Pacarz, qui habitaient la motte castrale dès le XIIe siècle: on retrouve un certain Thierry Pacard dans plusieurs chartes et documents de 1121, 1131, 1140, et ses descendants Thierry, Gautier, et Guillaume jusqu’au XIIIe siècle. À l’époque, le fief porte le nom de Villiers, dans lequel les comtes de Champagne avaient droit de gîte; ce n’est qu’après la guerre de Cent Ans que le nom des fondateurs du château deviendra un toponyme. L’orthographe Pacardus en latin est parfois francisée en « Le Picard » dans certains textes, sans que l’on puisse identifier avec certitude une filiation des familles Le Picard d’extraction chevaleresque au service de la maison de Blois-Champagne avec la famille Pacardus ayant vécu au château de Placard.
Placé à flanc de coteau dans la vallée du Grand Morin, il était une étape sur la route reliant Sézanne à Montmirail.
Il a vu naître, entre autres, Claude des Portes (04 juillet 1913), Victoire Le Cordelier (19 avril 1744), dame de compagnie de la duchesse de Cossé-Brissac, et plus tard sous-gouvernante du duc d’Angoulême, Marie Jeanne de Parnajon, fille d’Etienne Parnajon, garde du Roy en la prévôté de son hôtel et de Anne Tallot qui était veuve de Jean Guillegan de Beaulieu.
Occupé par les Allemands pendant la guerre de 1870, il a été épargné lors de la Grande Guerre pendant laquelle il a été réquisitionné pour servir d’hôpital de campagne lors de la première bataille de la Marne, puis à nouveau occupé par les Allemands entre 1940 et 1944 et libéré par les Américains.

## Description
Il est flanqué d'une ferme et d'un pigeonnier. Deux sources d'eau l'alimentent, la source et les douves eurent droit à une saison de nettoyage par des bénévoles en l'été 2020.

## Environnement
Sa forêt recouvre des anciennes carrières et mines d'argile et recèle de nombreuses espèces végétales et animales, notamment une variété rare d'orchidée.
Une allée de perspective, visible depuis une aile du château, longue de près d’un km et empierrée, borde la forêt. Elle a été percée et plantée d’arbres aujourd’hui pluricentenaires, sans doute grâce aux corvées établies par le corps des Ponts et Chaussées en 1738, lors des travaux de remaniement par l’architecte Roland le Virloys, spécialiste de la perspective ayant eu l’honneur de présenter à Versailles le pantographe, un instrument de dessin perspectif au dauphin et à ses frères le 28 avril 1768 ainsi qu’au roi Louis XV quelques jours plus tard.